# Picrocleidus
Picrocleidus is een geslacht van uitgestorven plesiosauriërs uit de Oxford Clayformatie uit het Midden-Jura (Callovien) van het Verenigd Koninkrijk.

## Vondst en naamgeving

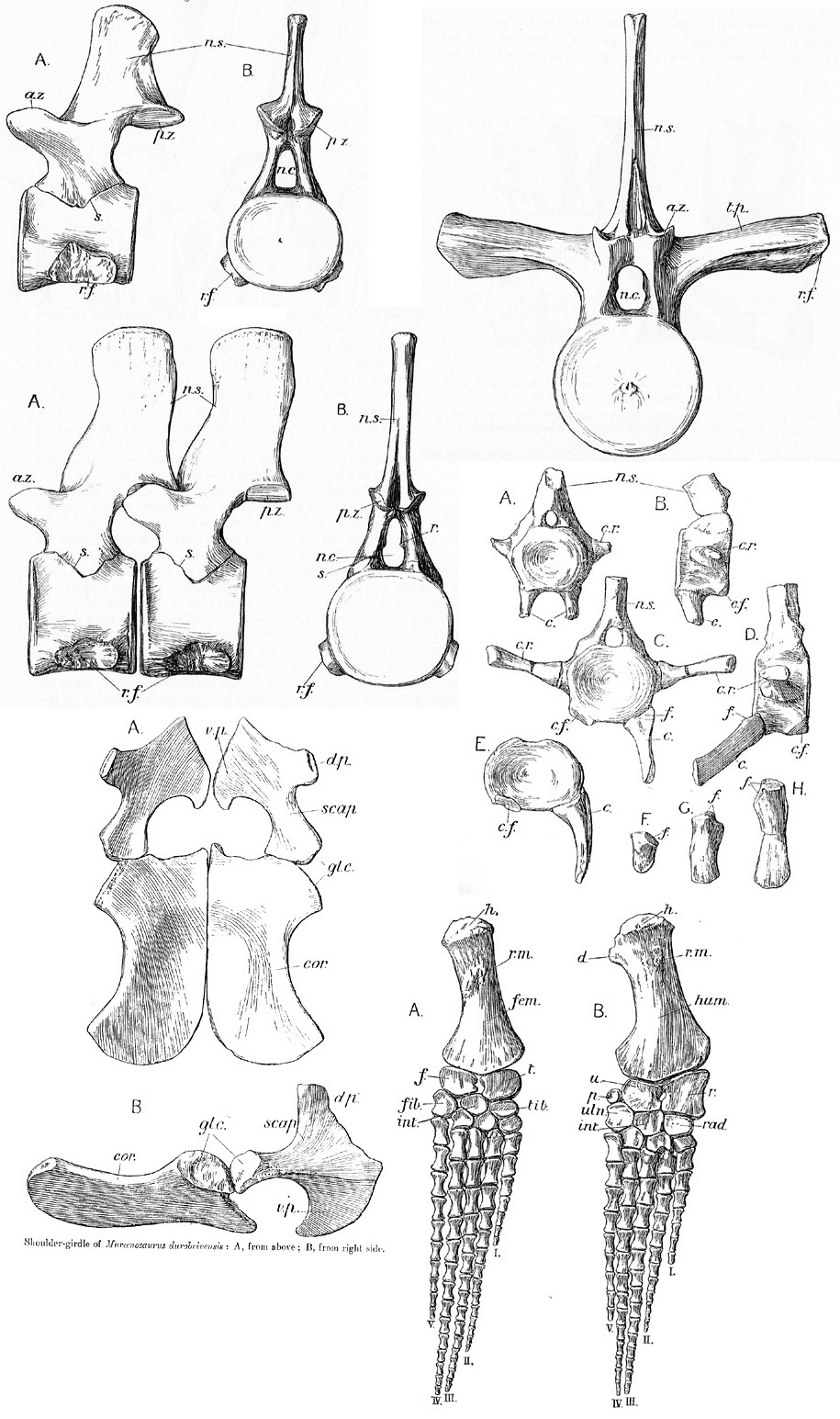
Beenderen

In 1892 benoemde Harry Govier Seeley een Muraenosaurus beloclis. De soortaanduiding betekent 'pijlpuntsleutel' naar de vorm van het sleutelbeen. In 1909 maakte Charles William Andrews hiervan het aparte geslacht Picrocleidus. De geslachtsnaam is afgeleid van het Grieks pikros, 'scherp', en kleis, 'sleutel'.
Het holotype is BMNH R1965 (eerder Leeds Collection 14), een postcraniaal skelet. Het omvat zes halswervels, twee ruggenwervels, tien ribben, de schouderbladen, de ravenbeksbeenderen, de interclavicula, de opperarmbeenderen, een spaakbeen en de ellepijpen.
Toegewezen is door Andrews specimen BMNH R3698 (Leeds Collection 173), een skelet met schedel. Hierbij hoort ook een rechteronderkaak die door Andrews per abuis geïllustreerd werd als deel van het holotype. Van de schedel is de achterzijde bewaard. Beide specimina behoorden tot verzameling van de hereboer Alfred Nicholson Leeds, indertijd de grootste privécollectie fossiele reptielen ter wereld, en waren ten zuiden van Peterborough opgegraven in een leemput.
Andrews wees twee andere specimina, BMNH R2429 en BMNH R2739, ook uit de Leeds Collection (nummers 41 en 33), toe aan een Picrocleidus sp. D.S. Brown oordeelde in zijn proefschrift uit 1975 dat het duidelijk ging om individuen van M. beloclis welke naam hij prefereerde boven Picrocleidus. Toen de inhoud van dat proefschrift in 1981 gepubliceerd werd als een wetenschappelijk artikel namen veel onderzoekers dit over. Later echter begon men toch weer van Picrocleidus te spreken omdat dit minder verwarrend is. BMNH R2429 betreft een zeer oud exemplaar met sterke verbeningen. Het bewaart tien wervels. Specimen HM 2981666, een jong dier in 1919 verkocht door  E. Thurlow Leeds aan het Hunterian Museum na de dood van zijn vader in 1917, is een ander mogelijk exemplaar.

## Beschrijving

### Grootte
Picrocleidus was een kleine soort waarvan de lengte in 1975 door David Seymour Brown geschat werd op 250 centimeter. BMNH R2429 bewijst dat het dier echt niet groter werd.

### Onderscheidende kenmerken
De kleine omvang is ook een van de kenmerken waarin het zich volgens Brown zich onderscheidde van Muraenosaurus leedsii. Andere eigenschappen zijn dat de voorste nekribben meestal (juist het holotype is een uitzondering want daar zijn alle nekribben afgebroken) een opvallende voorste plaatvormige beenrichel hebben; een kleine en lansvormige interclavicula in de schoudergordel; en in de hand ofwel pols een intermedium dat gelijkelijk het spaakbeen en de ellepijp raakt.

### Skelet

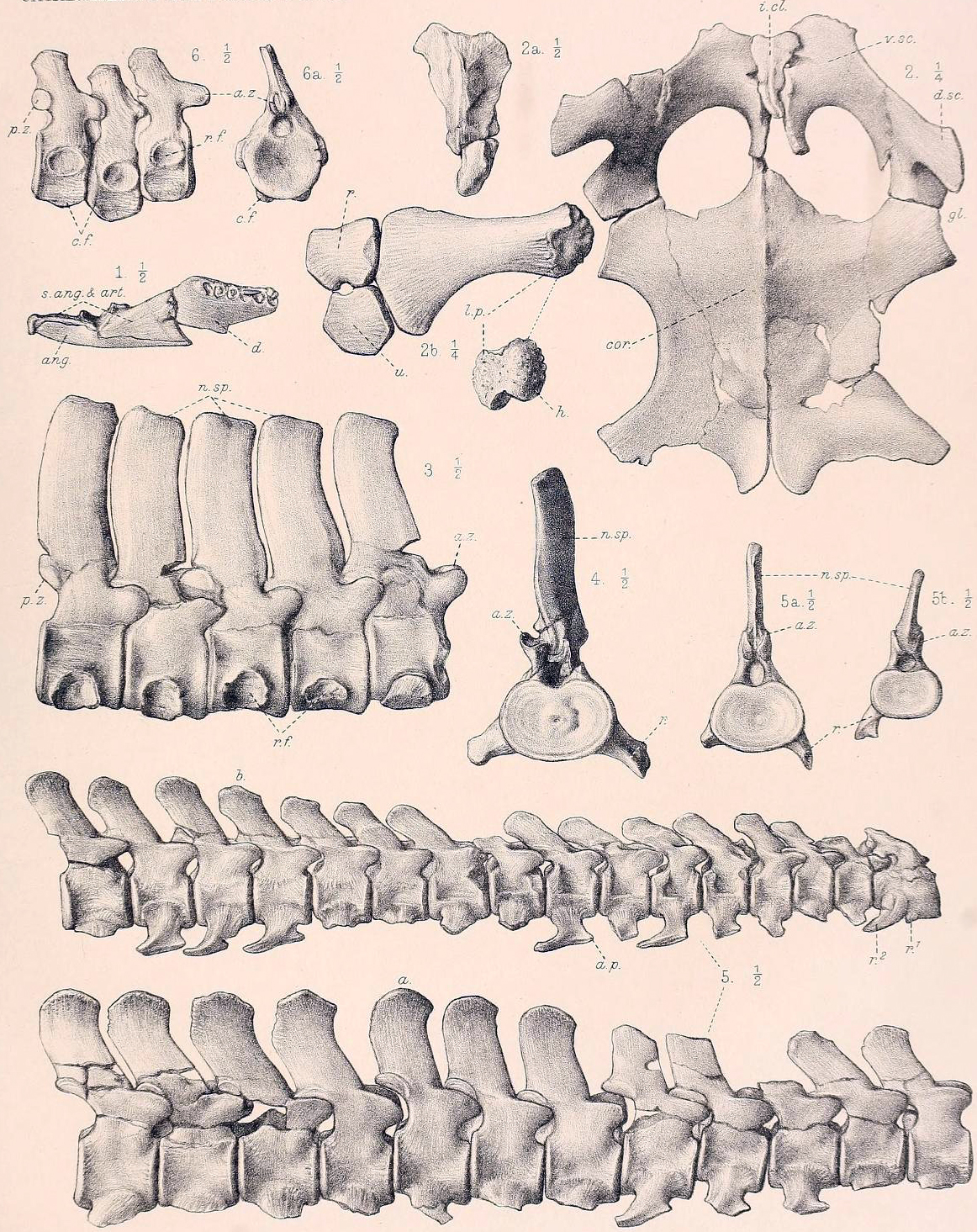
Botten van Picrocleidus

Picrocleidus lijkt volgens Brown sterk op Muraenosaurus vooral wat betreft de bouw van de achterhoofdsknobbel, de tandrichels, de structuur van de wervels, de ontwikkeling van de schoudergordel en de vorm van de voorvin. Dit zijn overigens lichaamsdelen waarin cryptocleididen in het algemeen niet sterk verschillen.
De achterhoofdsknobbel wordt geheel gevormd door het basioccipitale en is omringd door een groeve. De tanden tonen lengterichels rondom de kroon. Het quadratum heeft een opvallend smalle gewrichtknobbel; overeenkomstig is kaakgewricht smal. Het achterste dentarium heeft een zijwaartse verbreding. 
Het aantal halswervels bedraagt minstens zevenendertig en ligt volgens Brown zeer waarschijnlijk nog eens vier hoger op eenenveertig zo al niet het aantal van Muraenosaurus leedsii gehaald wordt, drieënveertig of vierenveertig. Atlas en draaier zijn niet gekield. De halswervels zijn wat breder dan bij Muraenosaurus leedsii en de voorste zijn nooit langer dan breed. De eerste vijfentwintig halswervels hebben lengterichels op de zijkanten. Bij de middelste en achterste halswervels hellen de doornuitsteeksels naar voren. De ruggenwervels hebben forse zijuitsteeksels. Specimen BMNH R3698 bewaart een voor plesiosauriërs zeldzame volledige reeks van tweeëntwintig staartwervels die van de vijfde wervel af chevrons dragen tot het eind van de staart toe. Van de veertiende wervel af ontwikkelt zich een zijrichel die naar achteren in de reeks uitgroeit tot een soort staartrib. Dit verschijnsel was niet bekend van andere Plesiosauria, maar Brown gaf het niet aan als een onderscheidende kenmerk, omdat hij het mogelijk achtte dat het een individuele variatie was van alleen BMNH R3698. 
De schouderbladen hebben net als bij Muraenosaurus leedsii een centraal foramen. De vrij korte en kleine ravenbeksbeenderen verschillen doordat ze slanker zijn tussen het schoudergewricht en de cornua, het hoornvormig uitsteeksel. Een groot verschil is de vorm van de smalle interclavicula die een driehoekige doorsnede heeft met een naar beneden gerichte punt en het bovenvlak plat. De voorzijde is glad bot en de achterzijde eindigt in een cilindervormig uiteinde. Volgens Brown kunnen die stukken echter uitgelopen zijn in kraakbeen dat indien verbeend dezelfde zijwaartse platen en achterwaartse pin zou hebben gevormd als bij de brede interclavicula bij Muraenosaurus leedsii. Geen van de bewaarde exemplaren bewaart goede sleutelbeenderen op wat kleine beenkernen na. Volgens Brown zou het mogelijk zijn dat de sleutelbeenderen bij Pirocleidus nauwelijks verbeenden.
Het opperarmbeen lijkt sterk op dat van Muraenosaurus leedsii met afgeronde hoeken en platte contactfacetten. Het spaakbeen wijkt echter af door een groot contactfacet met het intermedium waardoor het ook langwerpiger wordt. In de onderarm ligt een venster tussen de ellepijp en het spaakbeen. Een klein naar achteren en proximaal gericht facet op de ellepijp suggereert dat er achter het opperarmbeen een extra bot(schijfje) aanwezig was zoals bij Tricleidus. Dit bot schijnt in dit geval het ulnare echter niet te hebben geraakt. De uiteinden van de voorvinnen zijn niet bekend. De achtervin lijkt sterk op die van Muraenosaurus leedsii.

## Fylogenie
Picrocleidus is in de Cryptoclididae geplaatst. In exacte analyses valt hij inderdaad vaak uit als zustersoort van Muraenosaurus leedsii.
Het volgende cladogram volgt dat van Roberts e.a. 2020:
|  | Plesiosaurus manselii |
|  |                       |
|  | Pantosaurus striatus  |
|  |                       |

|  | Abyssosaurus nataliae                                                                    |
|  |                                                                                          |
|  | \| \| Colymbosaurus svalbardensis \| \| \| \| \| \| Colymbosaurus megadeirus \| \| \| \| |
|  |                                                                                          |
|  | Colymbosaurus svalbardensis                                                              |
|  |                                                                                          |
|  | Colymbosaurus megadeirus                                                                 |
|  |                                                                                          |

|  | Colymbosaurus svalbardensis |
|  |                             |
|  | Colymbosaurus megadeirus    |
|  |                             |

|  | Plesiosaurus manselii |
|  |                       |
|  | Pantosaurus striatus  |
|  |                       |

|  | Abyssosaurus nataliae                                                                    |
|  |                                                                                          |
|  | \| \| Colymbosaurus svalbardensis \| \| \| \| \| \| Colymbosaurus megadeirus \| \| \| \| |
|  |                                                                                          |
|  | Colymbosaurus svalbardensis                                                              |
|  |                                                                                          |
|  | Colymbosaurus megadeirus                                                                 |
|  |                                                                                          |

|  | Colymbosaurus svalbardensis |
|  |                             |
|  | Colymbosaurus megadeirus    |
|  |                             |

|  | Tricleidus seeleyi                                                             |
|  |                                                                                |
|  | \| \| Picrocleidus beloclis \| \| \| \| \| \| Muraenosaurus leedsi \| \| \| \| |
|  |                                                                                |
|  | Picrocleidus beloclis                                                          |
|  |                                                                                |
|  | Muraenosaurus leedsi                                                           |
|  |                                                                                |

|  | Picrocleidus beloclis |
|  |                       |
|  | Muraenosaurus leedsi  |
|  |                       |

|  | Cryptoclidus eurymerus                                                            |
|  |                                                                                   |
|  | \| \| Kimmerosaurus langhami \| \| \| \| \| \| Tatenectes laramiensis \| \| \| \| |
|  |                                                                                   |
|  | Kimmerosaurus langhami                                                            |
|  |                                                                                   |
|  | Tatenectes laramiensis                                                            |
|  |                                                                                   |

|  | Kimmerosaurus langhami |
|  |                        |
|  | Tatenectes laramiensis |
|  |                        |

|  | Djupedalia engeri                                                             |
|  |                                                                               |
|  | \| \| Spitrasaurus spp. \| \| \| \| \| \| Ophthalmothule cryostea \| \| \| \| |
|  |                                                                               |
|  | Spitrasaurus spp.                                                             |
|  |                                                                               |
|  | Ophthalmothule cryostea                                                       |
|  |                                                                               |

|  | Spitrasaurus spp.       |
|  |                         |
|  | Ophthalmothule cryostea |
|  |                         |

|  | Cryptoclidus eurymerus                                                            |
|  |                                                                                   |
|  | \| \| Kimmerosaurus langhami \| \| \| \| \| \| Tatenectes laramiensis \| \| \| \| |
|  |                                                                                   |
|  | Kimmerosaurus langhami                                                            |
|  |                                                                                   |
|  | Tatenectes laramiensis                                                            |
|  |                                                                                   |

|  | Kimmerosaurus langhami |
|  |                        |
|  | Tatenectes laramiensis |
|  |                        |

|  | Djupedalia engeri                                                             |
|  |                                                                               |
|  | \| \| Spitrasaurus spp. \| \| \| \| \| \| Ophthalmothule cryostea \| \| \| \| |
|  |                                                                               |
|  | Spitrasaurus spp.                                                             |
|  |                                                                               |
|  | Ophthalmothule cryostea                                                       |
|  |                                                                               |

|  | Spitrasaurus spp.       |
|  |                         |
|  | Ophthalmothule cryostea |
|  |                         |

|  | Tricleidus seeleyi                                                             |
|  |                                                                                |
|  | \| \| Picrocleidus beloclis \| \| \| \| \| \| Muraenosaurus leedsi \| \| \| \| |
|  |                                                                                |
|  | Picrocleidus beloclis                                                          |
|  |                                                                                |
|  | Muraenosaurus leedsi                                                           |
|  |                                                                                |

|  | Picrocleidus beloclis |
|  |                       |
|  | Muraenosaurus leedsi  |
|  |                       |

|  | Cryptoclidus eurymerus                                                            |
|  |                                                                                   |
|  | \| \| Kimmerosaurus langhami \| \| \| \| \| \| Tatenectes laramiensis \| \| \| \| |
|  |                                                                                   |
|  | Kimmerosaurus langhami                                                            |
|  |                                                                                   |
|  | Tatenectes laramiensis                                                            |
|  |                                                                                   |

|  | Kimmerosaurus langhami |
|  |                        |
|  | Tatenectes laramiensis |
|  |                        |

|  | Djupedalia engeri                                                             |
|  |                                                                               |
|  | \| \| Spitrasaurus spp. \| \| \| \| \| \| Ophthalmothule cryostea \| \| \| \| |
|  |                                                                               |
|  | Spitrasaurus spp.                                                             |
|  |                                                                               |
|  | Ophthalmothule cryostea                                                       |
|  |                                                                               |

|  | Spitrasaurus spp.       |
|  |                         |
|  | Ophthalmothule cryostea |
|  |                         |

|  | Cryptoclidus eurymerus                                                            |
|  |                                                                                   |
|  | \| \| Kimmerosaurus langhami \| \| \| \| \| \| Tatenectes laramiensis \| \| \| \| |
|  |                                                                                   |
|  | Kimmerosaurus langhami                                                            |
|  |                                                                                   |
|  | Tatenectes laramiensis                                                            |
|  |                                                                                   |

|  | Kimmerosaurus langhami |
|  |                        |
|  | Tatenectes laramiensis |
|  |                        |

|  | Djupedalia engeri                                                             |
|  |                                                                               |
|  | \| \| Spitrasaurus spp. \| \| \| \| \| \| Ophthalmothule cryostea \| \| \| \| |
|  |                                                                               |
|  | Spitrasaurus spp.                                                             |
|  |                                                                               |
|  | Ophthalmothule cryostea                                                       |
|  |                                                                               |

|  | Spitrasaurus spp.       |
|  |                         |
|  | Ophthalmothule cryostea |
|  |                         |